# Chandrexa de Queixa (Chandreja de Queija)
Chandrexa de Queixa es un lugar español actualmente Despoblado, que forma parte de la parroquia de Chandreja, del municipio de Chandreja de Queija, en la provincia de Orense, Galicia.